# Roosevelt (Minnesota)
Roosevelt é uma cidade localizada no estado americano de Minnesota, no Condado de Lake of the Woods e Condado de Roseau.

## Demografia
Segundo o censo americano de 2000, a sua população era de 166 habitantes.
Em 2006, foi estimada uma população de 165, um decréscimo de 1 (-0.6%).

## Geografia
De acordo com o United States Census Bureau tem uma área de
2,7 km², dos quais 2,7 km² cobertos por terra e 0,0 km² cobertos por água. Roosevelt localiza-se a aproximadamente 354 m acima do nível do mar.

## Localidades na vizinhança
O diagrama seguinte representa as localidades num raio de 52 km ao redor de Roosevelt.